# 湖南湘涛足球俱乐部2020赛季
2020赛季的湖南湘涛队是中国足球乙级联赛的成员。2020赛季湖南湘涛队主要参加中乙联赛赛事。受新冠肺炎疫情影响，该赛季中乙联赛为赛会制，且不安排中乙球队参加足协杯赛。

## 赛季介绍
2020赛季，受新冠肺炎疫情的影响，本应3月底开赛的中乙联赛被推迟到10月底开幕，改用赛会制形式组织比赛（分海埂、泸西两大赛区），湘涛被分入海埂赛区参赛（有11支参赛球队，包括中国U19国家队），同时，赛程长度被严重压缩，海埂赛区11支球队进行单循环积分赛。疫情的影响，也导致湘涛直到6月才在益阳恢复集训，并引进了耿天明、谭想、曾庆珅、廖垒、秦振康、东航等球员。湘涛本计划邀请前国脚吴伟安出任球队主帅，但最终未能签约，只能由湘涛建队元勋王琛出任代理主帅（王琛无亚足联PRO级教练证，湖南唯一拥有亚足联PRO级教练证的贾宏挂名主帅，王琛实际指挥）。10月19日，湘涛从长沙启程前往海埂赛区报到。10月25日，湘涛首场比赛2比1逆转击败中国U19国家队，取得首胜。之后湘涛又陆续击败云南昆陆、上海博击长空，并在11月21日2比1逆转击败山西龙晋，提前两轮宣告完成保级目标。最终，4胜6负的湖南湘涛，排名2020赛季中乙海埂赛区第8名。

## 比赛

### 2020年中国足球乙级联赛海埂赛区
- 10月25日 第1轮 中国U19 1－2 湖南湘涛
- 10月28日 第2轮 湖南湘涛 2－3 广西宝韵
- 10月31日 第3轮 云南昆陆 0－1 湖南湘涛
- 11月5日 第4轮 轮空
- 11月7日 第5轮 浙江毅腾轻纺城 2－1 湖南湘涛
- 11月11日 第6轮 湖南湘涛 1－0 上海博击长空
- 11月14日 第7轮 湖南湘涛 0－1 淄博蹴鞠
- 11月18日 第8轮 西安优柯多 2－1 湖南湘涛
- 11月21日 第9轮 湖南湘涛 2－1 山西龙晋
- 11月26日 第10轮 武汉三镇 3－0 湖南湘涛
- 11月29日 第11轮 湖南湘涛 0－4 湖北楚风合力